# アンダーリップ
アンダーリップは株式会社ヴューズのアダルトゲームのブランドである。Hシーンに特化した抜きゲーを、基本的に低価格でダウンロード販売しており、株式会社ヴューズの運営するキャララ!!.CCで優先的に販売されている。シーディーブロスやディーオー等雄図グループのブランドで活躍していたスタッフが参加している。

## 作品一覧
- 中出し痴漢列車 ～女子校生痴漢白書～
- ナースコールファック ～白濁の淫乱天使～
- チアガール集団レイプ　～ご奉仕肉奴隷～
- 透子先生の輪姦授業 ～女教師肉穴レッスン～
- ドーターファッカー ～パパはご主人様～
- 揺れる巨乳恥女列車 ～痴漢されたい女達～
- セックス＆フレンド ～幼馴染の甘い匂い～
- 愛玩委員長 ～同級生は肉奴隷～
- 背徳姉弟相姦 ～姉の淫らな柔肉～
- ご奉仕爆乳ウェイトレス ～淫らなサービス～
- 妹レイプ ～妹の小生意気な媚肉～
- 放課後調教倶楽部 ～保健室の牝奴隷～
- 女子校生快楽特急 ～痴漢ジャンキー～
- スレイブ or ラバーズ ～幼馴染隷属日記～
- 妹逆レイプ ～淫らなつぼみの誘い～
- 新妻×義母 ～花嫁は女子校生～
- 姉レイプ ～高慢な姉の濡れた美唇～
- 親友のお母さん ～未亡人・いけない情事～
- 母娘ねぶり ～誘う人妻・抱かれたい母娘～（フルプライスでのパッケージ販売）
- 熟母中出し面談 ～教え子の母・姦淫のススメ～
- 優希先生の実践セックス授業 ～み～んな教えてあげる～
- Boin super pack
- 憎しみの連鎖 淫辱講義 眼鏡古典講師 千尋編
- 憎しみの連鎖 淫辱講義 女子大生家庭教師 楓編
- 憎しみの連鎖 淫辱講義 眼鏡古典教師 千尋編＆女子大生家庭教師 楓編 DELUXE PACK

## 主なスタッフ
原画
- 火炎味噌
- ことぶきはじめ

シナリオ
- JUN - 全作品のシナリオを手がけている